# Хав'єра Каррера
Франсіска Ксав'єра Евдоксія Рудесінда Кармен де лос Долорес де ла Каррера і Вердуґо (ісп. Francisca Xaviera Eudoxia Rudecinda Carmen de los Dolores de la Carrera y Verdugo), більш відома як Хав'єра Каррера (ісп. Javiera Carrera; 1 березня 1781, Сантьяго, генерал-капітанство Чилі — 20 серпня 1862, Сантьяго, Чилі) — чилійська патріотка, борчиня за незалежність Чилі. Разом з братами Хосе Мігелем, Хуаном Хосе та Луїсом була однією з ключових фігур в період «Patria Vieja» («Старої Батьківщини»). Їй приписують пошиття першого національного прапора Чилі. Також її називають «Матір'ю Чилі».
Належала до одного з найбільш аристократичних чилійських родів — родини Каррера баскського походження.

## Життєпис

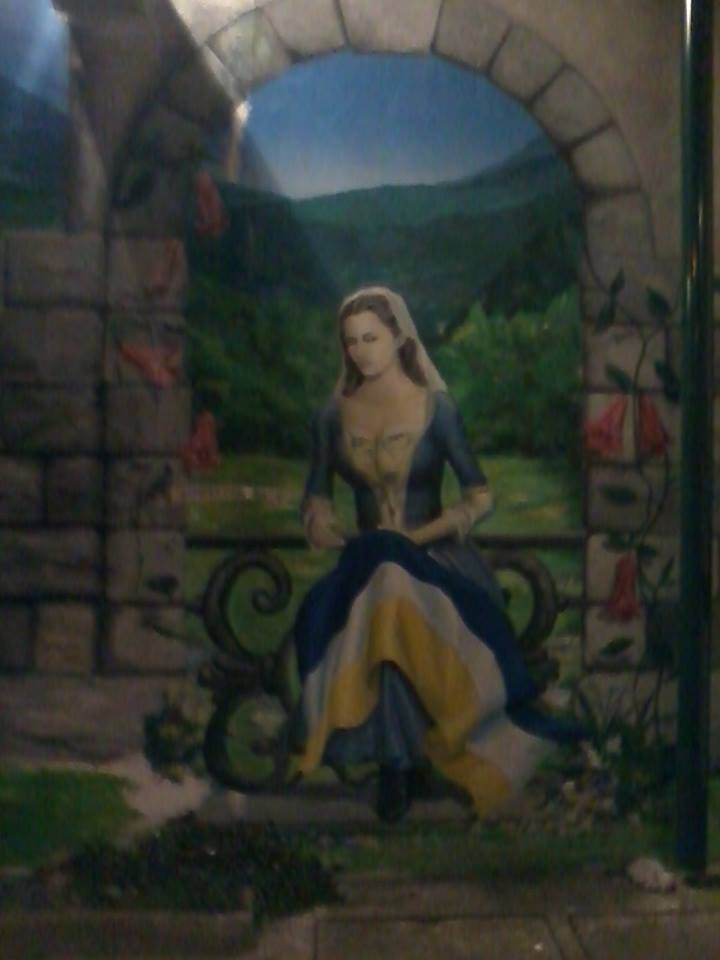
Хав'єра Каррера шиє перший національний синьо-біло-жовтий прапор Чилі

Народилася у Сантьяго. Старша дитина Ігнасіо де ла Каррери та Франсіски де Паули Вердуґо Фернандес де Вальдів'єсо і Еррера. З молодого віку була відома своєю красою та сильним характером. Одружилася у віці 15 років, 2 травня 1796 року, з Мануелем де ла Ластра і де ла Сотта, у шлюбі з яким мала двох дітей: Мануеля та Долореса. Він помер 1798 року. У 1800 році Хав'єра одружилася вдруге — з Педро Діасом де Вальдесом. У шлюбі народилося п'ятеро дітей: Педро, Домітіла, Піо, Сантос та Ігнасіо.
У період Patria Vieja («Старої Батьківщини») Хав'єра Каррера стала найбільшою прихильницею своїх братів у намірі здобути незалежність Чилі. Вона створила та підтримувала всі суспільні організації, які підтримували новостворений уряд. У цей час вона пошила перший національний прапор Чилі.

## У вигнанні
Внаслідок битви при Ранкагуа у 1814 році Іспанія змогла відвоювати Чилі. Після цього Хав'єра із братами, чоловіком та дітьми емігрувала із Чилі до Мендоси у Об'єднаних провінціях Ріо-де-ла-Плати.
Хав'єра стояла за «змовою 1817 року» проти Бернардо О'Гіґґінса, противника родини Каррер, через що її брати Луїс та Хуан Хосе були страчені наступного року. Її також переслідували і арештували у монастирі в Буенос-Айресі, проте вона змогла втекти і знайшла притулок на бразильському кораблі, який відпливав до Монтевідео, Уругвай. У цей час вона мала роман із з американським капітаном Девідом Джуєттом. У Монтевідео Хав'єра дізналася про страту братів Хуана Хосе та Луїса у 1818 році та Хосе Мігеля у 1821 році.

## Останні роки

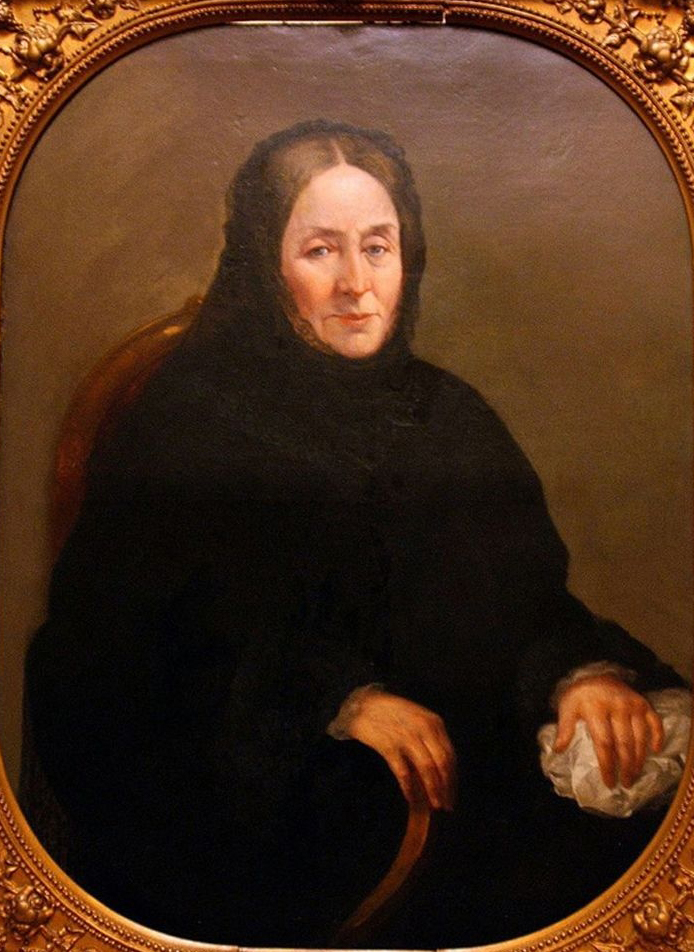
Хав'єра Каррера у похилому віці

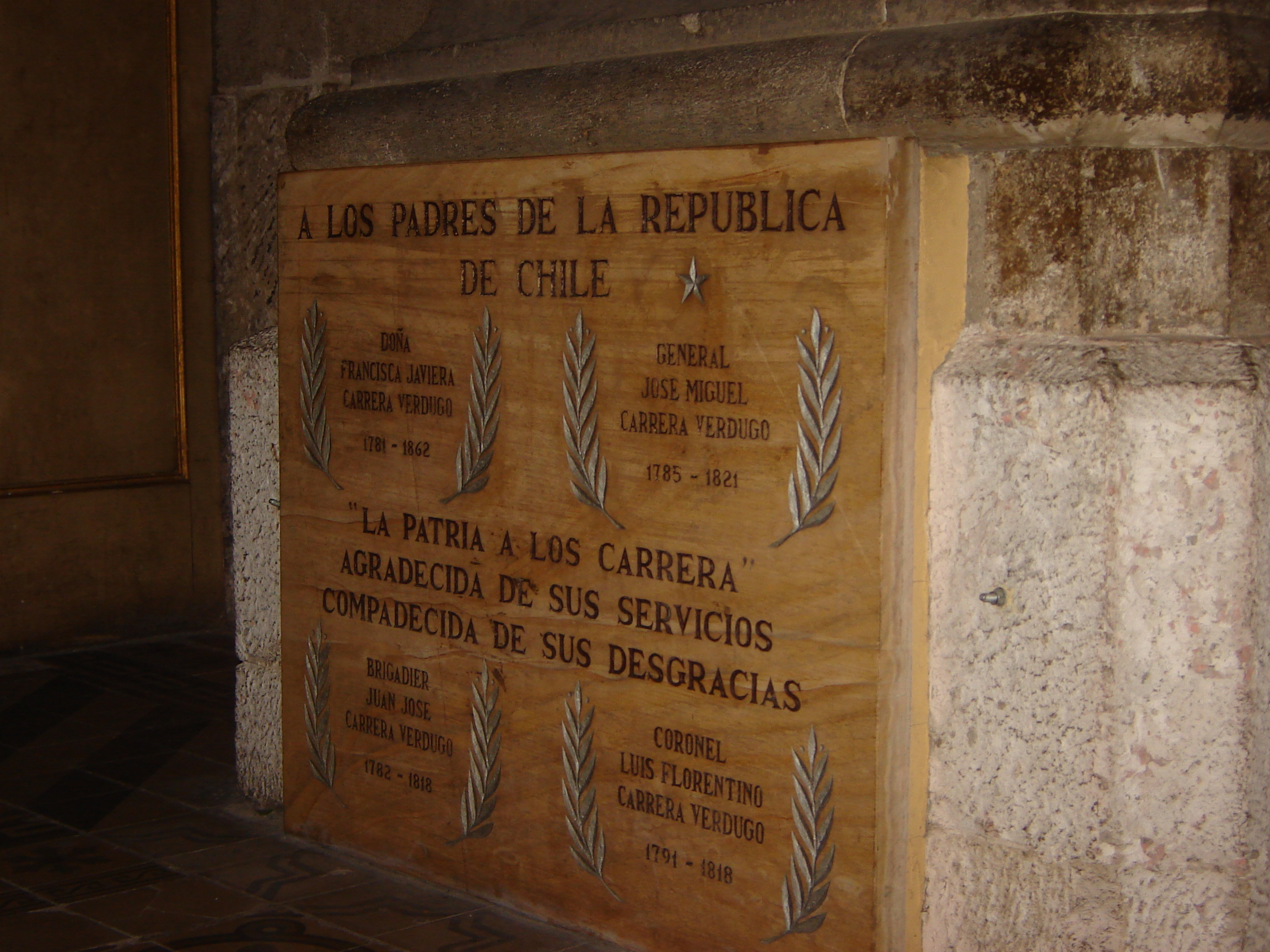
Поховання братів Каррер та їхньої сестри у Катедральному соборі Сантьяго

1824 року, за рік після зречення та еміграції Бернардо О'Гіґґінса, Хав'єра повернулася до Чилі. До кінця життя вона проживала у власному маєтку в Ель-Монте, зосередившись на домашньому життю та благодійній діяльності. 1828 року здійснила перепоховання тіл своїх братів до Катедрального собору Сантьяго разом із президентом Франсіско Антоніо Пінту.
Померла у своїй асьєнді в Сантьяго 20 серпня 1862 року. З 1952 року її тіло спочиває поряд із братами у Катедральному соборі.